# Brie (Charente)
Brie [bʁi] ist eine südwestfranzösische Stadt und Gemeinde mit 4157 Einwohnern (Stand: 1. Januar 2022) im Département Charente in der Region Nouvelle-Aquitaine. Brie gehört zum Arrondissement Angoulême und zum Kanton Touvre-et-Braconne. Die Einwohner werden Briaud(e)s genannt.

## Geographie
Brie liegt etwa 13 Kilometer nordöstlich von Angoulême. Umgeben wird Brie von den Nachbargemeinden Jauldes im Norden, Agris im Nordosten, Saint-Projet-Saint-Constant im Osten, Mornac im Süden, Ruelle-sur-Touvre im Südwesten, Champniers im Westen und Anais im Nordwesten.
Im Gemeindegebiet befindet sich ein Teil des internationalen Flughafens Flughafen Angoulême-Cognac. Im Süden der Gemeinde verläuft die Route nationale 141.

## Geschichte
1110 wird der Ort erstmals als Bria erwähnt.
Während des 19. und 20. Jahrhunderts wird der Ort als Brie-la-Rochefoucauld geführt.
Brie liegt am Rande des Forêt de la Braconne in dem sich seit 1878 auch ein bis heute genutztes Militärlager befindet. Ein Teil des Militärlagers wurde ab 1939 zur Unterbringung von französischen Binnenflüchtlingen genutzt, die vor der voranrückenden deutschen Wehrmacht flohen. Ab 1940 wurde daraus ein Internierungslager für auf französischem Boden lebende Deutsche und Österreicher. 1943 und 1944 fanden in und nahe dem Lagergelände Erschießungen von Widerstandskämpfern statt, für die im Januar 1946 das Monument aux fusillés de la Braconne (Denkmal für die Erschossenen von La Braconne) eingeweiht wurde.

## Bevölkerungsentwicklung
| Jahr      | 1962 | 1968 | 1975 | 1982 | 1990 | 1999 | 2006 | 2011 |
| Einwohner | 1242 | 1034 | 1276 | 1931 | 2728 | 2980 | 3616 | 4126 |

## Sehenswürdigkeiten

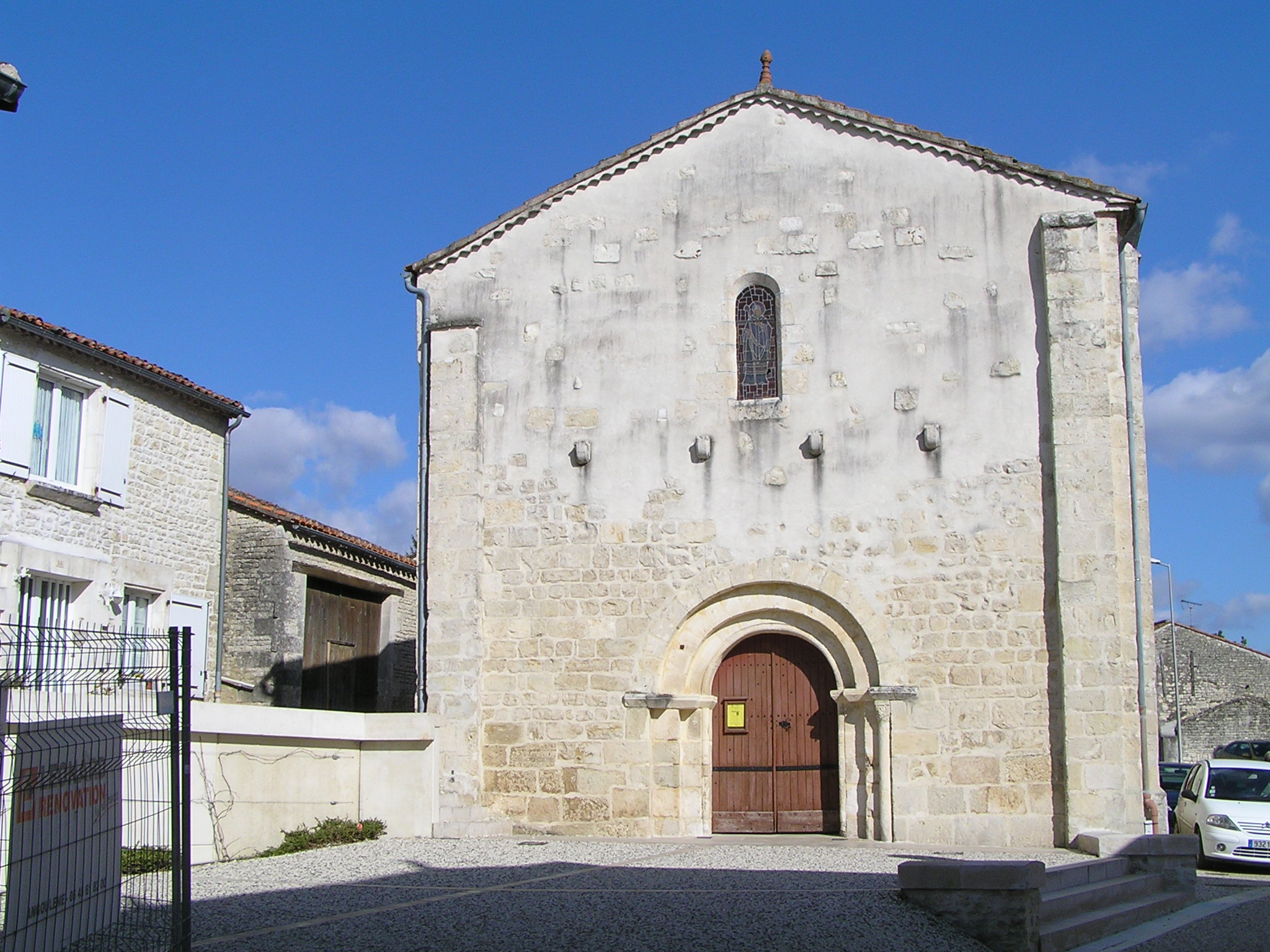
Kirche Saint-Médard

- Romanische Kirche Saint-Médard
- Monument aux fusillés de la Braconne[1]